# دراکولا: معاد
دراکولا: معاد (انگلیسی: Dracula: Resurrection) یک بازی ویدئویی ماجراجویی گرافیکی تک‌نفره برای سکوهای ویندوز، مکینتاش، پلی‌استیشن، آی‌اواس، اواس ده و اندروید می‌باشد که توسط ام‌سی۲ فران اندکس+، فرانس تلکوم، کانال+ مولتی‌مدیا، میکروییدز توسعه و دریم‌کچر اینتراکتیو، آنومن نشر پیدا کرده‌است.
این بازی با داستانی نامرتبط، قبل از دراکولا ۴: سایه اژدها (۲۰۱۳) می‌باشد.

## خلاصه داستان
بازی دراکولا: رستاخیز با بازگویی صحنه پایانی رمان اصلی برام استوکر آغاز می‌شود. در سال ۱۸۹۷، شخصیت‌های اصلی داستان، جاناتان هارکر و کوئینسی موریس، در گردنه بورگو به کاروان کنت دراکولا و نوکرانش کمین می‌زنند. اگرچه موریس در این درگیری کشته می‌شود، اما آن‌ها موفق می‌شوند دراکولا را بکشند و مینا، همسر جاناتان، را از اسارت روانی این خون‌آشما رها کنند. پس از این ماجرا، داستان با یک جهش زمانی هفت سال به جلو می‌رود.
زندگی جدید هارکرها در انگلستان با ناپدید شدن ناگهانی مینا مختل می‌شود. جاناتان نامه‌ای از همسرش پیدا می‌کند که نشان‌دهنده نقش داشتن دراکولا در این ماجراست. او سپس رد مینا را تا ترانسیلوانیا دنبال می‌کند. هنگام توقف در مسافرخانه بورگو برای پرسیدن راه، با دو فرد مشکوک - از پیروان دراکولا - برخورد کوتاهی دارد. جاناتان از صاحب مسافرخانه، بارینا، درباره قلعه دراکولا سوال می‌پرسد، اما او به جاناتان هشدار می‌دهد که در تاریکی شب - به ویژه در شب عید سنت جورج که ارواح خبیث آزادانه حرکت می‌کنند - به آنجا سفر نکند.